# Lamothe-Montravel
 Lamothe-Montravel  (en occitano La Mòta de Mont Ravèl) es una población y comuna francesa, situada en la región de Aquitania, departamento de Dordoña, en el distrito de Bergerac y cantón de Vélines.

## Demografía
| 894 | 914 | 896 | 950 | 1093 | 1145 |
| Para los censos de 1962 a 1999 la población legal corresponde a la población sin duplicidades (Fuente: INSEE [Consultar]) |     |     |     |      |      |